# Islas Vendelsö
Islas Vendelsö (en sueco: Vendelsöarna) es un archipiélago y una reserva natural en el municipio de Varberg, en el país europeo de Suecia, cerca de la frontera con el municipio de Kungsbacka. La reserva consiste en la parte norte de la isla principal de Vendelsö y las islas circundantes de Brattö, Norstön, Kidholmen y Älmö. Hay otras dos islas en el archipiélago, Ustö y Knarrskär, pero no están incluidas en la reserva. El área protegida tiene una superficie de 563 hectáreas, de las cuales 128 hectáreas son de tierra. La protección fue establecida en el año 2002.